# Winnie Abel
Winnie Abel (* 1985) ist eine deutsche Theaterautorin und Journalistin, die sich auf das Schreiben von Komödien spezialisiert hat. Sie arbeitet außerdem als Redakteurin beim ZDF.

## Leben und Wirken
Abel ist in Südhessen aufgewachsen und war dort jahrelang Mitglied einer Theatergruppe. In den 2010er-Jahren begann sie selber Stücke zu scheiben.
Eines ihrer ersten Werke war die Komödie Jubel, Trubel, Eitelkeit aus dem Jahr 2014. Zu ihren meistaufgeführten Stücke zählt Charleys Tante reloaded aus dem Jahr 2022.
Abel zählt zu den erfolgreichsten zeitgenössischen Autorinnen im Bereich des Amateur- und Boulevardtheaters im deutschsprachigen Raum. Ihre Stücke zeichnen sich durch humorvolle Alltagsbeobachtungen, pointierte Dialoge und lebendige Figuren aus und werden von zahlreichen Bühnen in Deutschland, Österreich, der Schweiz und Luxemburg aufgeführt.

## Werke
- Chaos im Bestattungshaus
- Charleys Tante reloaded
- Das Bahnhof-Komplott
- Ein Hof voller Narren
- Ein Mann spielt verrückt
- Es fährt kein Zug nach Irgendwo
- Haarige Zeiten
- In flagranti dilettanti
- Jubel, Trubel, Eitelkeit
- Kaufhaus in Trouble
- Kaviar trifft Currywurst
- Mit Vollgas in die 80er
- Neurosige Zeiten
- Residenz Schloss & Riegel
- Sommer, Sonne, Seitensprung
- Super-GAU im TV
- Trouble in der Geschiedenen-WG